# إبراهيم كييتا
إبراهيم كييتا هو لاعب كرة قدم فرنسي في مركز الهجوم، ولد في 18 يناير 1996. لعب مع بوهيميانز 1905.